# Вельтер, Марион
Марион Вельтер (люкс. Marion Welter, род. в 1965) — люксембургская певица, представительница Люксембурга на конкурсе песни Евровидение 1992.
В возрасте пятнадцати лет стала участницей группы Quo vadis. Позднее Марион проходила обучение в местной музыкальной академии и в дальнейшем работала в таких музыкальных стилях, как классика, поп и джаз.
На конкурсе песни Евровидение, проходившем в Мальмё (Швеция), вместе с группой «Kontinent» певица представила свою страну с песней «Sou fräi» (рус. Всё свободно). Примечательно, что это была одна из двух песен, которая была исполнена на люксембургском языке (другая прозвучала в 1960 году). Конкурсное выступление прошло малоуспешно: набрав всего 10 баллов (причём от одной страны — Ирландии), Вельтер заняла двадцать первое место.